# Groupage
Il termine groupage nel commercio internazionale indica un particolare tipo di spedizione, che consiste nel riunire e raggruppare piccole partite provenienti da mittenti diversi di un determinato paese e indirizzate a destinatari diversi in un altro Paese, per costruire un lotto da introdurre successivamente, con un'operazione che viene denominata consolidamento, in una unità di carico che può essere sia un mezzo di trasporto autonomo, sia una sua sottoparte (pallet – container - cassa mobile o U.L.D. = Unit load devices = contenitori speciali per il trasporto aereo).
In questo tipo di operazione è fondamentale la figura dello spedizioniere, che rappresenta il punto d'incontro dei vari committenti e il punto dove il carico viene unito e, all'arrivo, nuovamente suddiviso. Spettano al consolidatore la scelta e la responsabilità derivante del come le merci vengono abbinate tra di loro. L'operatore, nel carico, deve considerare sia le caratteristiche di massa delle stesse per evitare danneggiamenti lungo il trasporto, sia le caratteristiche intrinseche delle merci contenute, per evitare abbinamenti incompatibili tra di loro sotto i punti di vista legali e/o quelli di merceologia. Ad esempio non è opportuno unire nella stessa unità di carico (senza precauzioni specifiche) prodotti alimentari e altre merci che li potrebbero contaminare.
Da quanto sopra appare evidente l'importanza dei documenti commerciali che il mittente fornisce unitamente al materiale e che devono essere il più possibili esaustivi, anche per agevolare i corretti abbinamenti delle spedizioni.
Altrettanto importante e legalmente codificato è l'abbinamento tra loro di merci a grado diverso di pericolosità. Resta a carico del mittente tutta la responsabilità dovuta a mancanti o erronee indicazioni in merito all'argomento pericolosità, nonché all'eventuale mancanza delle regolari schede di sicurezza che devono accompagnare la merce.
Nei confronti del committente lo spedizioniere prende impegno a trasferire una determinata piccola partita di merce dal luogo di origine a quello di destino, seguendo, per la ripartizione dell'addebito delle spese relative, quanto indicato nel contratto di spedizione in merito alla resa del trasporto, secondo la tabella e le convenzioni indicate nell'Incoterms.